# Psilaspilates signistriata
Psilaspilates signistriata är en fjärilsart som beskrevs av Butler 1882. Psilaspilates signistriata ingår i släktet Psilaspilates och familjen mätare. Inga underarter finns listade.